# ヴィディヤー・バーラン
ヴィディヤー・バーラン（Vidya Balan、1979年1月1日 - ）は、インドのヒンディー語映画で活動する女優。女性を主人公とした映画に数多く出演し、映画における女性像を変革したパイオニアとして知られており、国家映画賞やフィルムフェア賞など複数の映画賞を受賞している。2014年にインド政府からパドマ・シュリー勲章を授与された。

## 生い立ち
1979年1月1日、ボンベイのタミル・バラモン家庭に生まれる。父P・R・バーランはデジケーブルの執行役員副社長を務め、、母サラスワティ・バーランは主婦だった。姉プリヤ・バーランは広告業界で働いており、女優のプリヤーマニは又従姉妹に当たる。ヴィディヤーによると、家庭ではタミル語とマラヤーラム語で会話していたという。
ヴィディヤーはチェンブルで幼少期を過ごし、聖アントニー女子高等学校に進学した。幼少期から映画女優になることを目指しており、特にシャバーナー・アーズミーとマドゥリ・ディークシットの主演作品に強い影響を受けた。16歳の時にエクター・カプールの『Hum Paanch』第1シーズンにティーンエイジャーのラーディカー役で出演した。放送終了後、アヌラーグ・バスから新作テレビシリーズへの出演依頼を受けたが、映画女優の道に進むため辞退している。両親はヴィディヤーの判断を受け入れたが、女優業に専念する前に学業を修めることを勧め、彼女は両親の勧めに従いセント・ザバーズ大学で社会学の学士号、ムンバイ大学で修士号を取得した。

## キャリア

### デビュー以前
ムンバイ大学在学中にモーハンラール主演のマラヤーラム語映画『Chakram』のヒロイン役に起用され、この他に12本のマラヤーラム語映画の出演契約を結んだ。しかし、製作上の問題から『Chakram』の企画は中止となっている。マラヤーラム語映画においてモーハンラール主演作の製作中止は前例がなく、映画製作者たちはヴィディヤーが「不幸を呼び込んだ」と責め立て、彼女に「ジンクス」のレッテルを貼り、すでに契約していた出演作品は全て降板させられた。マラヤーラム語映画でのチャンスを失ったヴィディヤーはタミル語映画に活動の場を求め、2001年にN・リングサミーの『Run』の主要キャストに起用されたが、第1スケジュールの撮影が完了した時点で降板させられ、代わりにミーラー・ジャスミンが起用された。彼女はセックスコメディ映画と知らずに契約していたため、事実を知って降板したという。また、『Bala』でもミーラー・ジャスミンに役を交代させられ、『Manasellam』では彼女のキャリアに不満を抱いた監督によってトリシャー・クリシュナンと交代させられている。2003年にはマラヤーラム語映画『Kalari Vikraman』に出演したが劇場公開されず、お蔵入りとなった。映画界でのチャンスに恵まれなかったヴィディヤーは、60本のテレビコマーシャルやユーフォリア、シューバ・ムドガルのミュージックビデオに出演してキャリアを磨いた。この時期に出演したテレビコマーシャルやミュージックビデオの大半は、プラディープ・サルカールが手掛けたものだった。

### 2003年 - 2008年
2003年のベンガル語映画『Bhalo Theko』で映画デビューを果たした。彼女は主人公アーナンディ役を演じ、その純真さとキャリアを監督のゴータム・ハルダルに見出されて起用された。ヴィディヤーは映画女優となるきっかけを与えてくれたベンガル語映画について「自身のキャリアの躍進に大きな役割を果たした」と語り、特別な思い入れを抱いている。彼女は同作の演技を評価され、アナンダローク賞 主演女優賞を受賞している。この後、ヴィディヤーはプラディープ・サルカールから誘いを受け、彼の新作ヒンディー語映画『Parineeta』のオーディションに参加した。当初、プロデューサーのヴィドゥ・ヴィノード・チョープラーは実績豊富な女優を求めていたが、6か月間の演技テストを経てヴィディヤーの起用を認めた。『Parineeta』はシャラット・チャンドラ・チョットパッダエが1914年に執筆した小説『Parineeta』を原作とし、サイーフ・アリー・カーン演じるザミーンダールの息子シェーカルと、ヴィディヤー演じる借家の娘ラリタの恋物語を描いている。ヴィディヤの演技は批評家から高く評価され、バラエティ誌のデレク・エリーは彼女を「演技の天恵」と称し、「献身的だが堂々としているラリタは映画の中心であり、魂でもある」と批評している。また、フィルムフェア賞 新人女優賞を受賞し、フィルムフェア賞 主演女優賞にノミネートされている。
2006年にラージクマール・ヒラーニの『ムンナー兄貴、ガンディーと出会う』でサンジャイ・ダットと共演した。ヴィディヤーはラジオジョッキーで主人公ムンナー・バーイーが想いを寄せる女性ジャーナヴィ役を演じ、役作りのためにラジオジョッキーのもとを訪れて仕事を学んだ。同作では出番が少ない役柄だったが、『Parineeta』の役柄のイメージにとらわれず、異なるジャンルに挑戦するために出演を決めたという。『ムンナー兄貴、ガンディーと出会う』は興行収入11億9000万ルピーを記録し、当時のヒンディー語映画興行成績の上位作品にランクインしている。2007年には「マニラトナム監督作品に出演したい」という希望を叶えるため、アビシェーク・バッチャン、アイシュワリヤー・ラーイが主演を務める『Guru』に出演し、多発性硬化症を患う女性メーナクシ役を演じた。Rediff.comのラジャ・センは、ヴィディヤーが「作り込みの弱い役柄で、無駄遣いになってしまった」と批評している。続いて出演した『Salaam-e-Ishq』『Eklavya: The Royal Guard』でも端役を演じたが、ヴィディヤーは両作の出演は「演技を学ぶ一環だった」と語っている。両作とも興行収入は振るわなかったものの、『Eklavya: The Royal Guard』は第80回アカデミー賞の国際長編映画賞インド代表作品に選出されている。その後、プラディープ・サルカールの『Laaga Chunari Mein Daag』、スディール・ミシュラーの『Khoya Khoya Chand』への出演オファーを受けるが、スケジュールの都合で両作ともオファーを辞退したが、2人はヴィディヤーが辞退したことに戸惑ったといわれている。
2007年に『Heyy Babyy』でアクシャイ・クマールと共演し、キャリアの中で初めて欧米風のグラマラスな女性を演じた。ヴィディヤーのキャラクター造形については否定的な評価が寄せられ、アウトルック誌のナムラタ・ジョーシーは「ヴィディヤーにはイライラさせられ、大袈裟で非常にわざとらしく、体にフィットした作業着姿は不気味に感じられる」と批評している。続けて、マラヤーラム語映画『Manichitrathazhu』をリメイクしたプリヤダルシャンの『Bhool Bhulaiyaa』で再びアクシャイ・クマールと共演した。ヴィディヤーはオリジナル版でショーバナが演じた解離性同一性障害を患う女性役に起用され、彼女は役作りのため他のキャストから3日間隔離され、撮影中に倒れたこともあった。また、演舞を披露する役柄だったこともあり、撮影の数日前からカタックダンスを学んでいる。映画の内容とヴィディヤーの演舞は不評だったものの、ハーリド・モハメドは「非常に好感が持てる女優」、タラン・アダルシュは「素晴らしい演技」とそれぞれ評価している。『Heyy Babyy』『Bhool Bhulaiyaa』は共に2007年のヒンディー語映画興行成績上位作品にランクインしており、『Bhool Bhulaiyaa』ではフィルムフェア賞主演女優賞にノミネートされた。
2008年にサフダル・ハーシュミーを題材にした『Halla Bol』でアジャイ・デーヴガンと共演し、『Kismat Konnection』では再びグラマラスな女性役に起用され、シャーヒド・カプールと共演した。『Kismat Konnection』への出演を決めたのは、コンフォートゾーンから離れた場所で演じることを目指してのことだったが、シャーヒド・カプールとダンスシークエンスを演じることは難しかったと語っている。Rediff.comのエルヴィス・デシルヴァは、ヴィディヤーの起用を「酷いミスキャスト」と指摘して彼女の外見とダンスを酷評し、インディアン・エクスプレスのシューブラ・グプタも「明らかに不似合い」と酷評している。両作とも興行収入は芳しくなく、ヴィディヤーは『Kismat Konnection』の失敗からグラマラスな女性役は自分には不向きであり、「自分の信念が足りなかった」と語っている。

### 2009年 - 2012年
2009年にR・バールキの『Paa』に出演し、ヴィディヤーのキャリアは向上した。彼女はアミターブ・バッチャン演じる息子のハッチンソン・ギルフォード・プロジェリア症候群に悩まされるシングルマザーを演じている。オファーを受けた当初、ヴィディヤーは30歳以上も年上のアミターブ・バッチャンに対して母性を感じられるか懐疑的だったが、特殊メイクによって少年の外見になったアミターブ・バッチャンの姿を見て出演を決めたという。ヴィディヤーの演技について、スカンニャー・ヴァルマーはディンパル・カパーディヤーと比較して「バーランは強烈だが落ち着いた演技を見せ、優雅で清廉な姿を印象的に映し出している」、ザ・タイムズ・オブ・インディアのニハット・カーズミーは「ボリウッド・ママのイメージに稀に見る品格を与えた」と批評している。同作は興行的な成功を収め、彼女はフィルムフェア賞主演女優賞、スター・スクリーン・アワード 主演女優賞を受賞している。また、同作での評価が「自分の信念を貫く勇気」を与えてくれたと語っている。
2010年にアビシェーク・チョーベーの『理由なき愛』に出演し、従来演じてきた役柄から一転して周囲の人間を操る魅惑的な未亡人を演じた。物語の舞台がウッタル・プラデーシュ州のため、現地の方言やスラングを学んでいる。アヌパマ・チョープラーは「ヴィディヤー・バーランの感情を押し殺した表情はスクリーンを焼き焦がし、彼女の瞳は悲劇を暗示している。彼女はボリウッドにありふれている没個性的なバービー人形よりも優れており、色気と肌の露出度には何の関係性もないことを証明してみせた」と批評しており、ヴィディヤーはフィルムフェア賞 審査員選出女優賞、スター・スクリーン・アワード主演女優賞を受賞し、フィルムフェア賞主演女優賞にノミネートされた。
2011年は興行的に大きな成功を収めた女性が主人公の映画2本で主演を務めるなど、ヴィディヤーにとって躍進の年となった。1本目の映画はジェシカ・ラール殺人事件を題材とした『No One Killed Jessica』で、妹を殺害された実在の女性サブリナ役に起用され、ラーニー・ムカルジーと共演した。ヴィディヤーはメンズドレスとルーズフィットの衣装で撮影に参加し、複数のシーンでは隠しカメラを使用して撮影が行われた。また、彼女は「ヒンディー語映画に2人の主演女優が出演するのは珍しい」として、ラーニー・ムカルジーとの共演を好意的に捉えている。ザ・ヒンドゥーのスディーシュ・カマトは「ヴィディヤーの感情を見事にコントロールする能力」を高く評価しており、Rediff.comのサヴェラ・サムシュワルは「彼女のためらいがちなボディランゲージ、信念、無力感、怒り、悲しみ、感謝、その全てが見事に伝わってくる」と批評している。また、同作の演技でフィルムフェア賞主演女優賞にノミネートされた。同年のマラヤーラム語映画『秘剣ウルミ バスコ・ダ・ガマに挑んだ男』ではカメオ出演し、オーストラリアで開催されたボリウッド・ビヨンド・フェスティバルではヴィディヤーの回顧展が開かれた。
2本目の映画はシルク・スミターを題材とした『ダーティー・ピクチャー』で、ヴィディヤーはシルク役を演じている。ニューヨーク・タイムズは、同作でヴィディヤーが「ヒンディー語映画のヒロイン像を再定義した」と批評している。彼女は圧倒的な色気を持つ役柄に挑戦し、純粋さと弱さ、色気を併せ持つキャラクターの役作りについて語っており、撮影のために体重を12キログラム増量している。ヴィディヤーの演技について、ハーリド・モハメドは「彼女は非凡な女優だ。根性があり性格が一貫しており、自分の暗い部分を見せることを恐れない。このような複雑な演技は、長い時間がかかっても見ることができないものだ」と批評している。『ダーティー・ピクチャー』は興行収入11億4000万ルピーを記録し、当時のヒンディー語映画において最も興行的に成功した女性主演映画となった。また、ヴィディヤーは3つの映画賞（フィルムフェア賞、スター・スクリーン・アワード、国家映画賞）の主演女優賞を受賞している。
2012年にスジョイ・ゴーシュの『女神は二度微笑む』に出演し、行方不明になった夫を探すためコルカタを訪れる妊婦を演じた。同作は小規模な予算の中、64日間以上の日数をかけてコルカタの街中でゲリラ撮影された。また、映画のプロモーションのためヴィディヤーが補綴メイクを施して妊婦に扮したことが話題を集めた。彼女の演技について、ザ・テレグラフのプラティム・D・グプタは「確かな熟練さをもって妊婦の身体性を取り込んだ」、ミント紙のサンジュクタ・シャルマは「バーランの存在と活躍は、ヒンディー語映画がようやくヒロインの型枠から脱却したことを物語っている」と批評している。『女神は二度微笑む』の興行収入は10億4000万ルピーを超え、『ダーティー・ピクチャー』に次いで女性主演映画として大きな成功を収めた。また、ヴィディヤーも2つの映画賞（スター・スクリーン・アワード、フィルムフェア賞）の主演女優賞を受賞している。

### 2013年 - 2017年
2013年5月開催の第66回カンヌ国際映画祭では審査員を務め、6月には『Ghanchakkar』に出演した。ヴィディヤーはイムラーン・ハーシュミー演じる主人公の妻であるパンジャーブ人ニートゥー役を演じ、この役は従来演じてきた役と異なり「主人公の副次的な存在」と語っている。ヒンドゥスタン・タイムズのサリット・レイは、ヴィディヤが演じた「甲高い声を発し、どぎつい衣装で雑誌を読み漁るパンジャーブ人主婦」というカリカチュアライズされたキャラクターを酷評している。12月には『マハーバーラタ』を題材にしたアニメ映画『Mahabharat』では、声優としてドラウパディー役を演じている。2014年はロマンティック・コメディ映画『結婚の裏側』でファルハーン・アクタルと共演した。批評家たちは2人の共演には注目を集めたが、映画自体の評価は芳しくなかった。続いて出演した『Bobby Jasoos』では探偵志望の女性ボビー役を演じており、ヴィディヤーは自分の存在意義を証明しようと努力する主人公に共感して出演を決めたと語っている。彼女は映画の中で12種類の変装を行ったほか、舞台となるハイデラバードの言語を身に付けるため、言語指導を受けて現地の発音を学んだ。インディア・トゥデイのローヒト・キルナーニは、ヴィディヤーの演技を高く評価する一方、脚本と演出については否定的な評価を与えている。これらの作品は興行的に失敗しており、ヴィディヤーはこの結果に「ショックを受けている」と語っている。
2015年に出演した『Hamari Adhuri Kahani』では、脚本を手掛けたマヘーシュ・バットの母をモデルにしたヴァスダ役として家庭内暴力を生き延びた女性を演じたが、興行成績は不調だった。ヴィディヤーの演技について、ミッド・デイのスーバ・シェッティ＝サハは「退屈で時代遅れ、涙もろいキャラクターを背負わされた」「彼女でさえ、できることは何もなかった」と批評している。2016年には『悪魔は誰だ』からインスピレーションを得た『Te3n』で警察官サリタ役を演じ、アミターブ・バッチャン、ナワーズッディーン・シッディーキーと共演した。ヴィディヤーは尊敬を勝ち取るサリタの役柄に惹かれ、彼女の「静かな攻撃性」に共感したことが出演のだったと語っている。ラジーヴ・マサンドは予定調和的なストーリーを酷評したが、ヴィディヤーのジェスチャーによる演技については高く評価している。続いて出演したマラーティー語映画『Ekk Albela』では、ギータ・バリー役としてカメオ出演している。同年12月に『女神は二度微笑む』の精神的続編である『ドゥルガー〜女神の闘い〜』に出演し、ジャーナリストたちは同作への出演が「ヴィディヤーのキャリア低迷の歯止めになるのではないか」と報じた。『ドゥルガー〜女神の闘い〜』は前作ほどの評価を得られなかったものの、ヴィディヤーはフィルムフェア賞主演女優賞のノミネートされるなど高い評価を得ており、Rediff.comのラジャ・センは「多大な貢献を果たし、虚栄や自明性とは無縁の感動的な演技を見せてくれた」と批評している。
2017年にシュリジット・ムカルジーの『Begum Jaan』に出演し、1940年代を舞台にポン引きのベーグム役を演じた。ヴィディヤーはムカルジーと共にキャラクターのバックストーリーを考え、『The Other Side of Silence』を参考に時代背景を学んだ。彼女の演技について、ファーストポストのアンナ・M・M・ヴェティカドは「短いジョークを発するが、深く掘り下げたり共感性のある人間を呼び起こすことができていない」と批評している。続いて出演した『あなたのスールー』ではトークラジオの司会者を務める主婦スールー役を演じた。ヴィディヤーはスールーの生き生きとしたキャラクター性に共感し、コミカルな役柄を演じることを喜んだと語っている。また、『Lage Raho Munna Bhai』でラジオ司会者を務めた経験も演技の際に活かしたほか、深夜ラジオを聴いて役作りに活かしたという。ザ・タイムズ・オブ・インディアに寄稿したニール・ソーンズは、ヴィディヤが「スールーに腹が立たない程度に感染性のある楽観主義を注ぎ込んだ」と批評し、シューブラ・グプタは彼女の「独特の声と豊満な笑い声は、スールーに真の温かみを注いでいる」と批評している。ニューデリー・テレビジョンは2017年のヒンディー語映画女優の中で最高の演技を見せた女優にヴィディヤーを選び、スター・スクリーン・アワード主演女優賞、フィルムフェア賞主演女優賞を受賞した。また、『あなたのスールー』はヴィディヤーにとって2012年以来となるヒット作となり、「大きな成功につながった」と語っている。

### 2018年以降

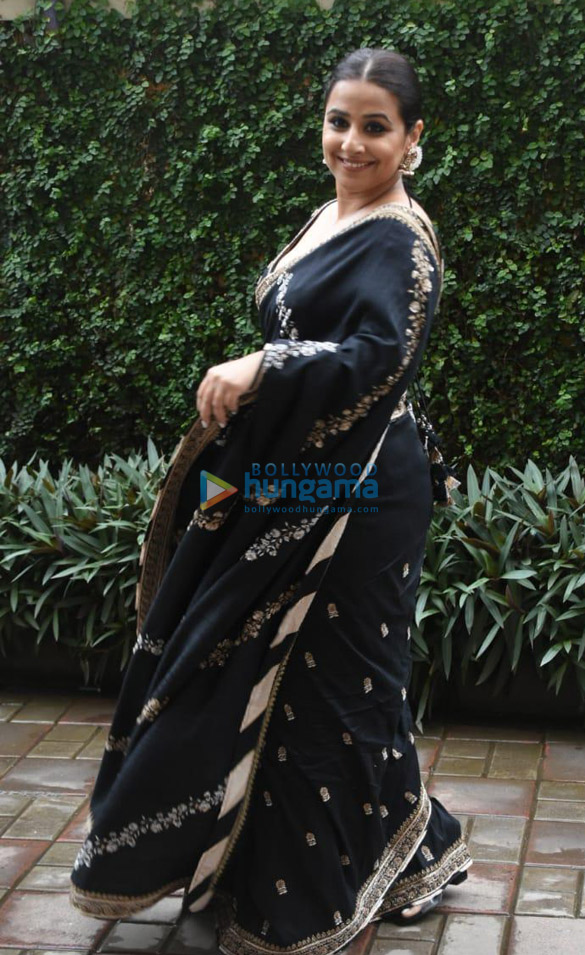
『ミッション・マンガル 崖っぷちチームの火星打上げ計画』プロモーション中のヴィディヤー・バーラン

2018年にドキュメンタリー映画『Amoli』でナレーターを務めた。2019年にテルグ語映画『NTR: Kathanayakudu』『NTR: Mahanayakudu』、タミル語映画『Nerkonda Paarvai』に出演し、南インド映画に進出した。『NTR: Kathanayakudu』『NTR: Mahanayakudu』はN・T・ラーマ・ラオの生涯を描いた伝記映画で、彼の妻バサヴァ・ラーマ・タラーカン役を演じ、両作とも興行的に失敗している。『Nerkonda Paarvai』はヒンディー語映画『ピンク』のリメイク作品で、アジット・クマール演じる主人公スブラマニアムの妻カリヤーニ役を演じた。ヴィディヤーはリメイク作品という形式を好まなかったが、性的同意という問題に社会の注目を集めるために出演を決めた。ザ・ヒンドゥーのスリニヴァサ・ラーマヌジャンは、ヴィディヤーの出演シーンは「物語にとって必要不可欠な部分ではなかった」と指摘している。同作は2019年のタミル語映画年間興行成績第1位にランクインしている。
同年8月にはマーズ・オービター・ミッションを題材にした『ミッション・マンガル 崖っぷちチームの火星打上げ計画』で、アクシャイ・クマールと共演した。ヴィディヤーは主婦業と科学者の仕事を両立させる役柄を気に入っており、また他の4人の女優（タープシー・パンヌ、ニティヤ・メーノーン、キールティ・クルハーリー、ソーナークシー・シンハー）と共演できたことを喜んでいる。ヴィディヤーの演技について、バラエティ誌のジョー・レイドンは「最初から最後まで完璧」、Scroll.inのナンディニ・ラームナートは「インド宇宙研究機関の物語において、主体性を持った唯一の女性キャラクター」と批評している。彼女はフィルムフェア賞主演女優賞にノミネートされ、映画も29億ルピーの興行収入を記録し、ヴィディヤーの出演作品の中で最大の収益を上げた作品の一つとなった。
2020年の短編映画『Natkhat』で初めてプロデューサーを務め、同時に幼い息子に男女平等について教える母スレーカ役を演じた。同作はWe Are One: A Global Film Festivalの一環としてYouTubeで公開された。同年には『Shakuntala Devi』でシャクンタラ・デヴィを演じたが、COVID-19パンデミックの影響を受け、同作はAmazon Prime Videoでストリーミング配信された。監督のアヌー・メーノーンは、シャクンタラの「社交的で派手な性格」がヴィディヤーの性格と一致していると考えて起用したことを明かし、ヴィディヤーはシャクンタラの娘と夫のインタビューの録音テープを聴き、彼女のオンラインビデオを視聴して役作りをした。ガーディアンのマイク・マッケイヒルは、ヴィディヤーの「全力を尽くした演技」を高く評価し、ザ・ヒンドゥーのケネス・ロザリオは「年齢や外見をスムーズに変化させる能力を持っているが、彼女でさえ感傷的な結末を救うことはできない」と批評している。2021年にはアミット・V・マスルカルの『Sherni』に出演した。

## 女優以外の活動

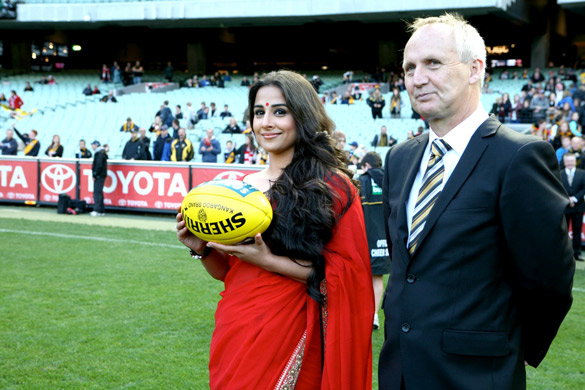
メルボルン・クリケット・グラウンドのイベントに出席するヴィディヤー・バーラン

2011年3月に世界自然保護基金がインドで行ったアース・アワーへの支持を表明した。また、コルカタに拠点を置くチャイルド・イン・ニード・インスティテュートを通して栄養問題改善のキャンペーンを実施した。2012年9月にはミールザープルで行われた児童教育と女性のエンパワーメント推進キャンペーンに参加し、これらの女性の地位向上への取り組みが評価され、コルカタ商工会議所からプラバ・カイタン賞を授与された。同年にインドの衛生プログラム（後のクリーン・インディア・ミッション）の初代ブランド大使に就任し、トイレの増設・使用普及のためにテレビ・ラジオキャンペーンに参加している。
2013年にニューヨークで開催された独立記念日のパレードではグランド・マーシャルを務め、ウッタル・プラデーシュ州タナプルの児童のために携帯電話を活用した学習プラットフォームを立ち上げた。同年には女性のエンパワーメントを取り上げた特別番組『No More Kamzor』の司会者を務め、2015年の国際女性デーの際にはインドの女性が直面する問題についてのコラムをヒンドゥスタン・タイムズに寄稿した。2017年8月に中央映画認証委員会の委員に就任し、2018年には性的虐待問題の啓発活動を行っているNGO団体「アルパン」の親善大使に就任した。2019年には92.7ビッグFMとコラボレーションしたラジオ番組『Dhun Badal Ke Toh Dekho』の司会者を務めた。

## 私生活

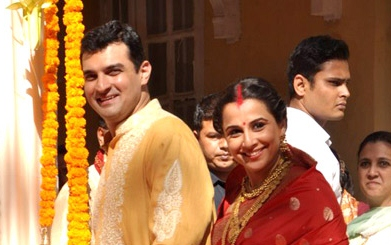
結婚式でのヴィディヤー・バーランとシッダールト・ロイ・カプール

メディアはヴィディヤーと共演者の交際関係について何度も憶測を報じているが、彼女はその都度報道を否定していた。2009年には元交際相手から体重に関して「辛辣な発言」があったことを語り話題となった。彼女はこれについて「大切な人から酷いことを言われたら、壊れてしまうかもしれません。その人は私の欠点ばかり責めるようになりました。そうなった時は、その関係から離れることが重要になるのです」と語っている。彼女は元交際相手の名前は言及しなかったが、「元交際相手はシャーヒド・カプールではないか」と報じられた。これに対し、名指しされたシャーヒド・カプールは報道を否定している。2012年5月にUTVモーション・ピクチャーズCEOのシッダールト・ロイ・カプールと交際関係にあることを公表し、12月14日にムンバイのバンドラで結婚式を挙げた。
カルナータカ音楽を学んだほか、バラタナティヤムとカタックダンスも短期間学んでいる。また、ヴィディヤーは宗教的価値観について「私は信仰心の厚い人間で、いつも（神と）会話していますが、従来の組織的な意味における宗教への信仰心はありません」と語っている。この他に菜食主義を実践しており、PETAが2011年と2012年に行った世論調査で「インドで最もホットなベジタリアン」に選ばれている。また、彼女の体重の変化はインドのメディアで大きく報道されている。

## 評価

### メディア・イメージ
『Parineeta』『その調子で、ムンナ・バーイー』の成功後、ヴィディヤーが演じる役柄は批評的な面から広く分析の対象となった。ヴィール・サングヴィは『Heyy Babyy』『Kismat Konnection』を「彼女が頭の悪い尻軽女の振りをしていた奇妙な映画」と批評し、これについてヴィディヤーは、こうした役を演じることはキャリアの中に置いて「他の何者かになるための努力」と語っている。しかし、彼女の作品選びが批判を浴びたため、これ以降は映画界の慣習ではなく自分が「信じる」役柄を選ぶようになったという。その後、多くのメディアは彼女の作品選びを「大胆」「向こう見ず」と表現するようになった。
また、『Heyy Babyy』『Kismat Konnection』での「いかがわしい衣装」でもメディアの注目を集めた。複数の雑誌はヴィディヤーを「ワースト・ドレッサー女優」に選出しており、彼女の衣装デザイナーは、ヴィディヤーが欧米風の衣装を着こなせなかった原因は「彼女の体重と体型にある」と語っている。その後、彼女はイベントでサリーを着て出席したことでメディアから賞賛され、ニハリカ・カーンは「ヴィディヤーの美しさは、その曲線美にあります。彼女の豊満な体つきは心地よく、だからこそサリーを着ているのでしょう」と語っている。これ以降、彼女は「英国化されたセクシュアリティの概念」に対抗して「ありのままのインドのセクシュアリティ」を体現する女優として認識されるようになった。
『Paa』『Ishqiya』『No One Killed Jessica』『ダーティー・ピクチャー』『女神は二度微笑む』では力強い女性主人公を演じ、ボリウッドにおけるステレオタイプなヒロイン像を打ち破るパイオニアとしても評価されている。特に『ダーティー・ピクチャー』『女神は二度微笑む』が大きな成功を収めたことで「女性ヒーロー」と称されるようになり、ファーストポストのカルパナ・ナーイルは両作の成功によって、ヴィディヤーが30歳以上の女優に与えられる役柄に変化をもたらしたと指摘している。また、マヤンク・シェーカルは「ほんの少数の賢い俳優だけが、商業的でスター俳優に依存する映画業界を変えることができる。ヴィディヤー・バーランを見ていると、その変化は主演女優から生じるのかもしれません」と指摘している。
2012年にインディア・トゥデイは「インドで最も力強い女性」にヴィディヤーを選出し、「彼女は男性優位の映画業界においてヒーローを打ち倒し、男優を脇役に追いやった」と批評した。2012年と2013年にはフォーブス・インディアのフォーブス・セレブリティ100に選ばれた。2010年と2011年にはRediff.comの年間ベストパフォーマンス第1位に選ばれたほか、2005年、2006年、2009年、2012年、2016年にもランクインしている。2012年にはヴェルヴが「インドのヤングパワー・ウーマン」としてヴィディヤーの特集記事を掲載し、「サイズ・ゼロの体型や絵画のような美形ヒロインが多数を占める映画業界において、ヴィディヤーは完全にリアルで自然体な姿をしています。彼女は自分の本能に従い、従来の型にはまらず自分らしく運命を生きる女性を演じています」と批評している。2014年に同誌はヴィディヤーを「パワーアイコン」に選出し、2018年にはエコノミック・タイムズが「インドで最も著名なセレブリティ・ブランドアンバサダー」の一人に選出している。

### 受賞歴
ヴィディヤーの主な受賞歴は国家映画賞主演女優賞1回（『ダーティー・ピクチャー』）、フィルムフェア賞6回（内訳：新人女優賞 - 『Parineeta』、主演女優賞 - 『Paa』『ダーティー・ピクチャー』『女神は二度微笑む』『Tumhari Sulu』、審査員選出女優賞 - 『理由なき愛』）となっている。
2014年に映画界への貢献を認められ、インド政府からパドマ・シュリー勲章を授与された。2015年にはラーイ大学から名誉博士号が贈られ、同時に困窮した少女たちを対象とした奨学金プログラムにヴィディヤーの名前が冠されることになった。大学総長ハルビーン・アローラーは、「象徴的な俳優たちの中で、ヴィディヤーはあらゆる意味においてパイオニアです。彼女の映画は、明確なインドらしさと力強い女性らしさを具現化している」とヴィディヤーを賞賛している。